# Karosa B 952
Karosa B 952 — городской автобус, выпускавшийся заводом Karosa в 2002—2006 годах (с 2003 года — модификация B952E). Пришёл на смену автобусу Karosa B932. Вытеснен с конвейера моделью Irisbus Citelis. 

## Описание
Кузов автобуса полусамонесущий, рамный. Двигатель расположен сзади. Задняя подвеска — Meritor, передняя подвеска — Skoda.
Передняя и задняя части те же, что и у автобуса Karosa B 932, причём задняя часть видоизменена. Сиденья в салоне пластиковые, покрыты тканью. Справа расположены три двери выдвижного типа, причём передняя более узкая, чем средняя и задняя. Напротив средней двери присутствует место для колясок.
С 2003 года выпускалась модернизированная версия Karosa B952E.

## Модификации
- Karosa B 952.1712, B 952E.1712 — трансмиссия Praga.
- Karosa B 952.1714, B 952E.1714 — трансмиссия Praga.
- Karosa B 952E.1716 — трансмиссия ZF.
- Karosa B 952.1718, B 952E.1718 — трансмиссия ZF.